# Haman
Haman (Haman-gun, âm Hán Việt: Hàm An quận) là một huyện ở tỉnh Gyeongsang Nam, Hàn Quốc. Huyện này có diện tích 417 km², dân số năm 2003 là 63.435 người. Huyện lỵ ở Gaya-eup. Sau khi Gaya sụp đổ, Haman được nhập vào Silla với tên Asirang-gun; năm 757, tên gọi được chuyển thành Haman-gun.

## Phân chia hành chính
Haman được chia thành 9 myeon và 1 eup:
- Gaya-eup
- Beopsu-myeon
- Chilbuk-myeon
- Chilseo-myeon
- Chilwon-myeon
- Daesan-myeon
- Gunbuk-myeon
- Haman-myeon
- Sanin-myeon
- Yeohang-myeon

## Đơn vị kết nghĩa
- Liêu Dương, Trung Quốc